# Satu Nou (Sânpetru de Câmpie), Mureș
Satu Nou este un sat în comuna Sânpetru de Câmpie din județul Mureș, Transilvania, România.